# Carl Robinson (voetballer)
Carl Robinson (Llandrindod Wells, 13 oktober 1976) is een voormalig profvoetballer en voetbalcoach  uit Wales die sinds 2013 hoofdtrainer is bij Vancouver Whitecaps FC. Hij speelde eerder voor onder meer Wolverhampton Wanderers en Sunderland AFC.

## Interlandcarrière
Robinson kwam in totaal 52 keer (één doelpunt) uit voor de nationale ploeg van Wales in de periode 1999–2009. Hij maakte zijn debuut op zaterdag 4 september 1999 in de EK-kwalificatiewedstrijd tegen Wit-Rusland, die met 2-1 werd gewonnen dankzij treffers van Dean Saunders en Ryan Giggs. Robinson viel in dat duel – het eerste onder leiding van bondscoach Mark Hughes –  na 81 minuten in voor Mark Pembridge.